# Campichoeta zernyi
Campichoeta zernyi is een vliegensoort uit de familie van de Diastatidae. De wetenschappelijke naam van de soort is voor het eerst geldig gepubliceerd in 1934 door Duda.